# Luisenthal
Luisenthal è un comune di 1 173 abitanti della Turingia, in Germania.
Appartiene al circondario (Landkreis) di Gotha (targa GTH) ed è amministrato dal "comune amministratore" (Erfüllende Gemeinde) di Ohrdruf.